# Donut County
『Donut County』（ドーナツ カウンティ）は、アメリカのゲームクリエイターBen Espositoが開発しアンナプルナ・インタラクティブより発売されたゲームソフト。

## 概要
擬人化された動物たちが暮らす街「Donut County」の様々なものが地上の穴に落とされてしまう騒動が描かれる作品。街を乗っ取り穴を操作してゴミを漁ろうとするアライグマたちの一人・BKは後に自らも穴に落ち999フィートの地下に閉じ込められるが、同じく落下した人間の友人Miraや他の住民たちから追及を受け、どうすれば全員が地上へ脱出できるかを模索することになる。
プレイヤーはBKが遠隔操作する穴となり各ステージを攻略していく。穴は物を落とすごとに直径が広がっていき、より大きなものを落とせるようになる。また、一部ステージでは、穴から物を発射したり穴に液体を溜めたりする機能などを用いてパズル的な仕掛けを解く要素もある。

## 開発
本作開発者のBen EspositoはGiant Sparrow開発のゲームソフト『The Unfinished Swan』『フィンチ家の奇妙な屋敷でおきたこと』に携わっているが、本作はそれらの空き時間を利用してほぼ一人で開発が進められた。開発にあたっては、2013年にインディーゲーム開発者支援機構「Indie Fund」より資金提供を受けている。
本作のアイデアは、ゲームクリエイターのピーター・モリニューの名前をパロディ化し様々なゲームシステムのアイデアが投稿されているTwitterアカウント「Peter Molydeux」が着想の元となっている。2012年1月5日付の同アカウントには以下の文章が投稿されている。
この内容を踏まえ、Espositoは同年開催のゲームジャム「Molyjam」でプロトタイプのソフト『The Pits』を開発した。
開発当初は『Kachina』というタイトルが用いられていた。Kachina（カチナ）とは、アメリカインディアンのホピ族が信仰の対象とする超自然的な存在のことである。Espositoはホピ族が作成した人型の彫刻（カチナドール）を好んでおり、このスタイルをゲームに取り入れたいと考えたことが由来となっている。当時の開発画面には、一部のアメリカインディアンが用いる移動用住居のティピーや彫刻のトーテムポールが描写されており、公式サイトには「ホピの民話からの描画」との記述もなされた。すると、アメリカインディアンの文化を扱う教育サイト「American Indians In Children's Literature」の執筆者が本作に目を通し、Espositoに対して、ティピーやトーテムポールはホピの人々と何の関係もなく、先住民の宗教的伝統を民話と呼ぶことは軽蔑的だとして問題視する文章を投稿した。これを受けEspositoはホピ族について調べたものの行き詰まりを感じたため周囲に助けを求めたところ、先住民の文化に詳しいある教授を介してホピ族の人々と対話する機会を得た。そして、これを機にEspositoは方針を転換し、それまでの素材を扱わないことを決めた。

## 受賞・ノミネート
| 年   | 賞                                | 部門                                   | 結果       | 出典   |
| ---- | --------------------------------- | -------------------------------------- | ---------- | ------ |
| 2015 | IGF Awards                        | Excellence in Visual Art               | ノミネート | [ 8 ]  |
| 2017 | Game Critics Awards               | Best Independent Game                  | ノミネート | [ 9 ]  |
| 2018 | Golden Joystick Awards            | Mobile Game of the Year                | ノミネート | [ 10 ] |
| 2018 | The Game Awards 2018              | Best Mobile Game                       | ノミネート | [ 11 ] |
| 2018 | The Game Awards 2018              | Best Debut Indie Game                  | ノミネート | [ 11 ] |
| 2018 | Gamers' Choice Awards             | Fan Favorite Indie Game                | ノミネート | [ 12 ] |
| 2019 | New York Game Awards              | Off Broadway Award for Best Indie Game | ノミネート | [ 13 ] |
| 2019 | Guild of Music Supervisors Awards | Best Music Supervision in a Video Game | ノミネート | [ 14 ] |
| 2019 | 22nd Annual D.I.C.E. Awards       | Portable Game of the Year              | ノミネート | [ 15 ] |
| 2019 | SXSW Gaming Awards                | Excellence in Design                   | ノミネート | [ 16 ] |
| 2019 | SXSW Gaming Awards                | Mobile Game of the Year                | 受賞       | [ 16 ] |
| 2019 | Game Developers Choice Awards     | Best Mobile Game                       | ノミネート | [ 17 ] |
| 2019 | 第15回英国アカデミー賞ゲーム部門  | Debut Game                             | ノミネート | [ 18 ] |
| 2019 | 第15回英国アカデミー賞ゲーム部門  | Mobile Game                            | ノミネート | [ 18 ] |
| 2019 | Italian Video Game Awards         | Best Mobile Game                       | ノミネート | [ 19 ] |
| 2019 | 2019 Webby Awards                 | Best Game Design                       | ノミネート | [ 20 ] |